# Reciprok (matematik)
|  | Wiktionary har en ordboksartikel om reciprok. |

Ett reciprokt tal, reciprokt värde, reciprok funktion  är en matematisk benämning för den multiplikativa inversen av ett tal x eller funktion f(x), det vill säga det tal x-1 = 1/x sådant att x⋅x-1 = 1, eller den funktion f(x)-1 = 1/f(x) sådan att f(x)⋅ f(x)-1 = 1.
Observera att f(x) -1 = 1/f(x) ej ska förväxlas med f -1(x) som är den inversa funktionen sådan att f(x) = y och f -1(y) = x.
Ofta används "invers" (med "multiplikativ" utelämnat) felaktigt för, speciellt, inverterade funktioner (invers motsvarar engelskans inverse som i inverse function, inverterad motsvarar engelskans reciprocal , och speciellt används invertible på engelska för att ange att en funktion har en invers, inte att den är inverterbar) vilket kan leda till missförstånd om man säger "invers", men menar "inverterad funktion" (i fallet faktiska värden finns det inte lika mycket att missförstå, men jämför additiv invers). Att man inverterar ett bråk innebär att man byter plats på täljare och nämnare.

## Exempel
Till exempel är{\displaystyle {\frac {2}{3}}} och {\displaystyle {\frac {3}{2}}}reciproka. Likaså är {\displaystyle {\frac {1}{4}}} och {\displaystyle 4} reciproka.
Det inverterade värdet till noll är inte definierat (se division med noll). 
Varje komplext tal, {\displaystyle a+bi}, förutom noll har ett reciprokt värde som är komplext: {\displaystyle a'+b'i} med {\displaystyle a'=\textstyle {\frac {a}{a^{2}+b^{2}}}} och {\displaystyle b'=\textstyle {\frac {-b}{a^{2}+b^{2}}}}.
För ett nollskilt reellt tal, så är dess inverterade värde också ett reellt tal och för ett rationellt tal, så är det inverterade talet också ett rationellt tal. Ett inverterat heltal är dock inte ett heltal, med undantag för 1 och −1, vars inverterade värden är lika med talen själva. Det inverteterade värdet av x betecknas 1/x eller {\displaystyle x^{-1}}
För den inversa funktionen gäller {\displaystyle \textstyle f^{-1}(f(x))=f(f^{-1}(x))=x}, medan för den inverterade (reciproka) funktionen gäller att {\displaystyle f(x)\cdot f(x)^{-1}=1}.
- Den inversa funktionen till {\displaystyle f(x)=ax} är {\displaystyle \textstyle f^{-1}(x)={\frac {x}{a}}} (för {\displaystyle a\neq 0}) medan den inverterade (reciproka) funktionen är {\displaystyle \textstyle f(x)^{-1}={\frac {1}{ax}}} för ({\displaystyle a,x\neq 0}).

- Den inversa funktionen till tangens är arctangens ({\displaystyle -{\frac {\pi }{2}}<x<{\frac {\pi }{2}}:\ y=\tan x\Leftrightarrow x=\arctan y}), medan den inverterade (reciproka) funktionen är cotangens ({\displaystyle \cot x=\scriptstyle {\frac {1}{\tan x}}} för {\displaystyle x\neq 0}).

- Den inversa funktionen till {\displaystyle x\geq 0:\ y=x^{2}} är {\displaystyle x=y^{1/2}={\sqrt {y}}}, medan den inverterade (reciproka) funktionen är {\displaystyle x^{-2}=\scriptstyle {\frac {1}{x^{2}}}} (för {\displaystyle x>0}).

- Den inversa funktionen till {\displaystyle y=e^{x}} är {\displaystyle x=\ln y}, medan den inverterade (reciproka) funktionen är {\displaystyle e^{-x}=\scriptstyle {\frac {1}{e^{x}}}}.